# Sam Stout
Samuel James Stout, född 23 april 1984, är en kanadensisk före detta MMA-utövare som bland annat tävlade i organisationen Ultimate Fighting Championship.